# وادي زا
وادي زا هو وادي في المغرب يقع في المنطقة الشرقية. يعتبر الرافد الرئيسي على الضفة اليمنى لوادي ملوية، ويعبر إقليميْ جرادة وتاوريرت.

## المسار
تأتي منطقة زا من لقاء أودية الخروف والشارف والعجلات جنوب مدينة جرادة. يتدفق إلى الشمال الغربي عبر عين بني مطهر، واحة جيفيت، ثم مدينة تاوريرت قبل أن ينضم إلى ملوية في ملقى الويدان.

## الاستخدام
تُستخدم مياه وادي زا لري الأراضي الزراعية المجاورة، ولا سيما الجزء الخاص بالوادي بين تاوريرت وملوية.
تم بناء سد الغراس عام 1999 في مساره.
ويعبر وا دي زا من جماعة أهل وادزا بإقليم تاوريرت، وأطلق أسمه على عدد من الجمعيات والشركات و الكتب.. من بينها جمعية وادزا للثقافة والتنمية بتاوريرت، مهرجان وادزا الدولي، كتاب الهايكو العربي "وادي زا" 2021، وهو من تنسيق وتقديم الكاتب الحسين بنصناع تاعرابت...